# وديعة مجمدة
الوديعة المجمدة هي أداة مالية تقدمها المصارف وتوفر للمستثمرين معدل فائدة أعلى من حساب التوفير العادي، مقابل إبقاء الوديعة مجمّدة لدى المصرف حتى تاريخ استحقاقها المحدد. قد يتطلب الأمر أو لا يتطلب إنشاء حساب منفصل. تُعرف الودائع المجمدة باسم الوديعة لأجَل في كندا وأستراليا ونيوزيلندا والولايات المتحدة وتُعرف سندًا في المملكة المتحدة والهند. بالنسبة للوديعة المجمدة، لا يمكن سحب الأموال أو تحويلها للحساب الجاري قبل استحقاقها. قد تقدم بعض البنوك خدمات إضافية لأصحاب الحسابات المجمدة مثل القروض مقابل شهادات الإيداع ويكون ذلك بأسعار فائدة تنافسية. من المهم ملاحظة أن البنوك قد تقدم أسعار فائدة أقل في ظل ظروف اقتصادية غير واضحة. يتراوح سعر الفائدة بين 4 و 7.50 في المئة. يمكن أن تتراوح مدة الحسابات المجمدة من 7 أيام أو 15 يومًا إلى سنة ونصف وقد تصل في بعض الاحيان إلى 10 سنوات. تُعد هذه الاستثمارات أكثر أمانًا من غيرها لأنها مغطاة من قبل مؤسسة تأمين الودائع وضمان الائتمان، لكن تلك الضمانات محدودة ولا تغطي المبالغ الطائلة. توفر الحسابات المجمدة حسومات على ضرائب الدخل والقروض لكن ذلك يختلف من بلد لآخر.

## الشرح
الودائع المجمدة هي ودائع لأجل مرتفعة الفائدة تقدمها البنوك في الهند. أكثر أشكال الودائع لأجل شيوعًا هي الودائع المجمدة، في حين أن الأشكال الأخرى لها هي الودائع المتكررة والودائع الثابتة المرنة (وهذه الأخيرة هي في الحقيقة مزيج من الحسابات الجارية والودائع المجمدة.
للتعويض عن انخفاض السيولة، تقدم الودائع المجمدة معدلات فائدة أعلى من حسابات التوفير. أطول مدة مسموح بها للودائع المجمدة هي 10 سنوات. بشكل عام، كلما طالت مدة الإيداع، كان سعر الفائدة أعلى، لكن قد يعرض المصرف عليك سعر فائدة أقل إذا كان يتوقع انخفاض معدلات الفوائد في المستقبل.
بالعادة، تدفع الفوائد في الهند على الحسابات المجمدة كل ثلاثة أشهر من تاريخ الإيداع. (على سبيل المثال، إذا فتحت حسابًا مجمدًا في 15 فبراير، ستستحق أول دفعة من الفائدة في 15 مايو). تُضاف الفائدة إلى حساب التوفير البنكي للعملاء أو تُرسل إليهم عن طريق الشيكات المصرفية. هذه هي الودائع المجمدة بكل بساطة. يمكن للعميل اختيار إعادة استثمار الفائدة في حساب مجمد أو وديعة مجمدة من جديد. في هذه الحالة، تعتبر الوديعة المجمدة تراكمية فائدتها مركبة. تدفع الفوائد لهذه الحسابات عند استحقاق الوديعة في نهاية المدة فقط.
على الرغم من أن المصارف يمكنها أن ترفض سداد الودائع المجمدة قبل انتهاء مدة الإيداع، إلا أنها عمومًا لا تقوم بذلك. يعرف هذا الأمر باسم السحب المبكر. في مثل هذه الحالات، تدفع الفائدة بالسعر المطبق وقت السحب. على سبيل المثال، جُمّدت وديعة لمدة 5 سنوات مقابل فائدة تبلغ 8% سنويًا، لكنه سُحب بعد سنتين. إذا كان السعر المطبق في تاريخ الإيداع لمدة سنتين هو 5%، ستدفع الفائدة للمودع على أساس 5% فقط وليس 8%، كما يمكن للمصارف فرض غرامة على السحب المبكر.
تصدر المصارف إيصالات منفصلة لكل وديعة مجمدة على حدة، لأن كل وديعة تعامل كعقد منفرد. يُعرف هذا الإيصال بإيصال الإيداع المجمد، وهو الذي يجب تسليمه إلى المصرف عند التجديد أو السحب.
يقدم العديد من المصارف تسهيلات التجديد التلقائي للودائع المجمدة يقدم فيها العملاء تعليمات جديدة للإيداع المستحق. في تاريخ الاستحقاق، تجدّد هذه الودائع لمدة مماثلة لمدة الإيداع الأصلي بسعر الفائدة السائد عند تاريخ التجديد.
تتطلب لوائح ضريبة الدخل ألا تدفع عائدات استحقاق الودائع المجمدة التي تتجاوز 20.000 روبية نقدًا. يجب أن تُسدد هذه الودائع والودائع الأكبر حجمًا إما عن طريق شيك باسم العميل أو عبر الائتمان إلى حساب العميل الجاري في المصرف.
في الوقت الحاضر، تمنح البنوك تسهيلات فليكسي أو المرونة بالدفع، وتخولك تلك التسهيلات بأن تسحب أموالك من خلال أجهزة الصراف الآلي أو عن طريق الشيكات أو من خلال تحويل الأموال من حساب الوديعة المجمدة الخاص بك. في هذه الحالة، فإن أي فائدة مستحقة على المبلغ الذي سحبته ستُضاف إلى حساب التوفير الخاص بك، فتُحوّل الأموال تلقائيًا إلى رصيدك الجديد. يساعدك هذا النظام في الحصول على أموالك من حساب الوديعة المجمدة الخاص بك في أوقات الطوارئ دون إضاعة الوقت.

## فوائد الوديعة المجمدة
- يمكن للعملاء الحصول على قروض مقابل ودائعهم المجمدة تصل قيمتها إلى 80 وحتى 90 في المئة من قيمة الودائع. يمكن أن يكون معدل الفائدة على تلك القروض من 1 إلى 2 في المئة عن السعر المعروض على الوديعة.[8]
- يمكن للمقيمين في الهند فتح هذه الحسابات خلال مدة لا تقل عن 7 أيام.
- يكسبك الاستثمار في وديعة مجمدة معدل فائدة أعلى مما تكسبه عند إيداع أموالك في حساب توفير.